# Templo de Nuestra Señora de los Remedios (Banámichi)
El templo de Nuestra Señora de los Remedios es un edificio católico del pueblo de Banámichi ubicado en el centro del estado de Sonora, México. Fue construido en el año de 1639 junto a la fundación de la misión de Nuestra Señora de los Remedios de Vanamitzi por los misioneros Bartolomé Castaño y Pedro Pantoja, a mediados del siglo XVII fue una de las más importantes de la zona del río Sonora. El templo es catalogado como Monumento Histórico por el Instituto Nacional de Antropología e Historia (INAH) para su preservación. La iglesia es a veces erróneamente nombra como Nuestra Señora de Loreto.

## Historia
Con el avance de los exploradores extranjeros en la Nueva España y los trabajos de evangelización de los nativos, el misionero jesuita de origen portugués Bartolomé Castaño creó la misión de Nuestra Señora de los Remedios de Vanamitzi por lo que construyó la iglesia con el fin de tener un lugar para congregar a los indígenas ópatas.
Tres años después se presentaron conflictos entre etnias en los que los ataques terminaron por dañar estructuralmente la iglesia, dejándola en ruinas y completamente abandonada por los lugareños. En 1646 el padre criollo Jerónimo de la Canal retomó el lugar y lo convirtió pueblo de visita de la misión de San Lorenzo de Güepaca, reconstruyendo las ruinas que quedaron del templo y convirtiéndolo en una capilla. Para 1678 la iglesia ya tenía un volumen mayor.

## Descripción arquitectónica
La iglesia tiene una planta rectángular, con paredes y cimientos construidos con piedra y adobe, su fachada está presentada en dos cuerpos; el primero con un acceso al interior en forma de arco deprimido acompañado por dos columnas a modo de pórtico y dos nichos con un arco abocinado; el segundo cuerpo presenta tres ventanas con arcos deprimidos y un balcón, este remata con una espadaña mixtilínea. Posee una torre con un campanario.